# Truque ferroviário
Em termos de material ferroviário, um bogie, ou truque (do inglês: truck) constitui um conjunto de rodas, sapatas de freio, rolamentos, molas, eixos, mancais, cilindros de freio, barras estabilizadoras entre outras coisas. O nome dado ao conjunto de duas rodas, um eixo, e dois rolamentos é rodeiro ferroviário. Todos os veículos ferroviários que têm dois ou mais rodeiros possuem bogies. Os carros e vagões antigos não dispunham de bogies e eram montados apenas com dois eixos (quatro rodas), mas com o progresso das estradas de ferro surgiu a ideia de colocar a caixa principal do vagão sobre dois veículos independentes pequenos, denominados "bogies".

## Tipos
Existem inúmeros tipos de bogies, alguns dos quais de uso generalizado em grandes redes ferroviárias europeias e americanas, mas em  todos os casos as caixas dos vagões repousam sobre os bogies por meio de pivos ou piões, cuja distância de um bogie a outro varia de acordo com o comprimento do veículo, variando de 6 a 18 metros em média. Cada pião insere-se sobre uma travessa, no sentido transversal do veículo, chamado de travessão central do bogie, suspenso elasticamente (apoia-se em molas nos extremos) e sobre cujo centro se fixa um prato ao que se apoia a rótula do pião. A travessa central era antigamente de madeira. Atualmente é exclusivamente metálica. O jogo transversal varia de 15-20 mm de cada lado, embora às vezes alcance até 55 mm; o jogo longitudinal não passa de 2 a 3 mm.

## Bogies para vagões

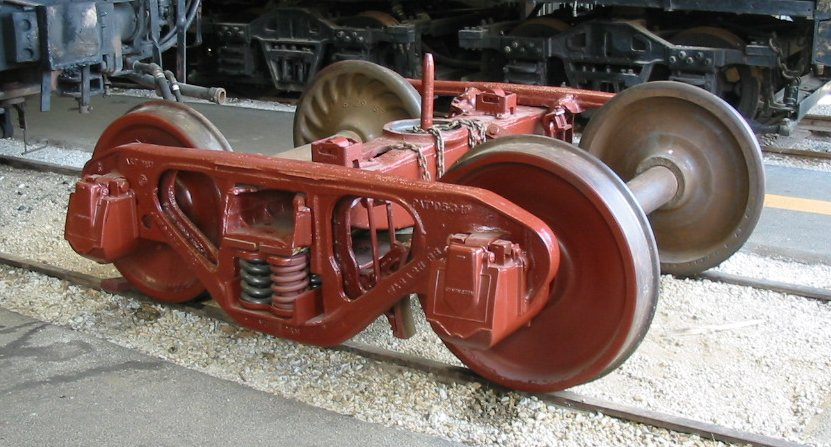
Imagem de um bogie Bettendorf (1912)

A diferença fundamental na construção de bogies para vagões de carga ou carros de passageiro reside na flexibilidade dos sistemas de molas para um e outro caso. É grande o número de bogies para vagões de carga. Um tipo mais antigo, que hoje já quase desapareceu é o de barras soldadas, também denominado bogie de aranha, cujo denominação correta é arch-bar. Esta é constituído por duas estruturas laterais, formadas por barras de aço chato, que prendem as caixas de graxa ou mancais de rolamento. A travessa central do bogie se apoia sobre molas helicoidais e estas transmitem os esforços as caixas de graxa, através das barras. A caixa do vagão apoia-se no centro, sobre o prato do pião, e em dois pontos laterais, chamados apara-balanço.
Este tipo de bogie está em desuso em 2010, principalmente porque exige frequentes despesas de manutenção, pois suas barras partem e seus parafusos se afrouxam. O tipo de truque dominante hoje em nossas estradas de ferro é o truque fundido integral, de aço. São três suas partes principais: Duas armações laterais, que, em vez de serem barras chatas como no caso anterior, constituem uma só peça, de aço fundido, com os espaços para encaixar as caixas de graxa ou mancais de rolamento e os extremos do travessão central do bogie, também metálico. Quando a velocidade dos trens de carga era baixa, a suspensão por molas helicoidais era suficiente. Com o aumento da velocidade tornou-se necessário amortecer os movimentos oscilatórios. Surgiram então os truques modernos, com amortecedores, como o popular tipo chamado ride-control. O bogie ride-control para vagões de carga possui dois elementos fundamentais em sua constituição: as molas helicoidais de longo curso e os dispositivos para controle de ação destas molas, de modo que a absorção dos choques transmitidos pela via a superestrutura do veículo se faça eficiente e suave. As molas helicoidais são duplas, uma externa e a outra interna em número de 10 por truque, tem o curso de 2½ ".
Para atenuar os efeitos de ressonância dessas molas criou-se um sistema de fricção entre cunhas encaixadas nas extremidades da travessa e chapas de desengate soldadas em posição adequada nas armações laterais.

## Galeria

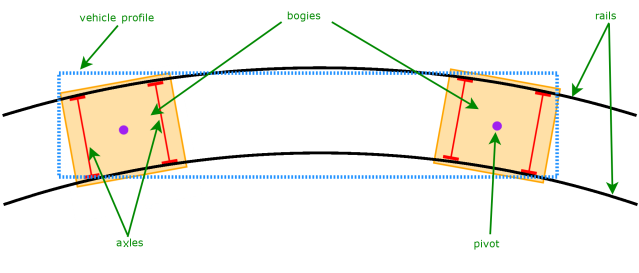
Diagrama auto-explicativo sobre bogies em curvas.
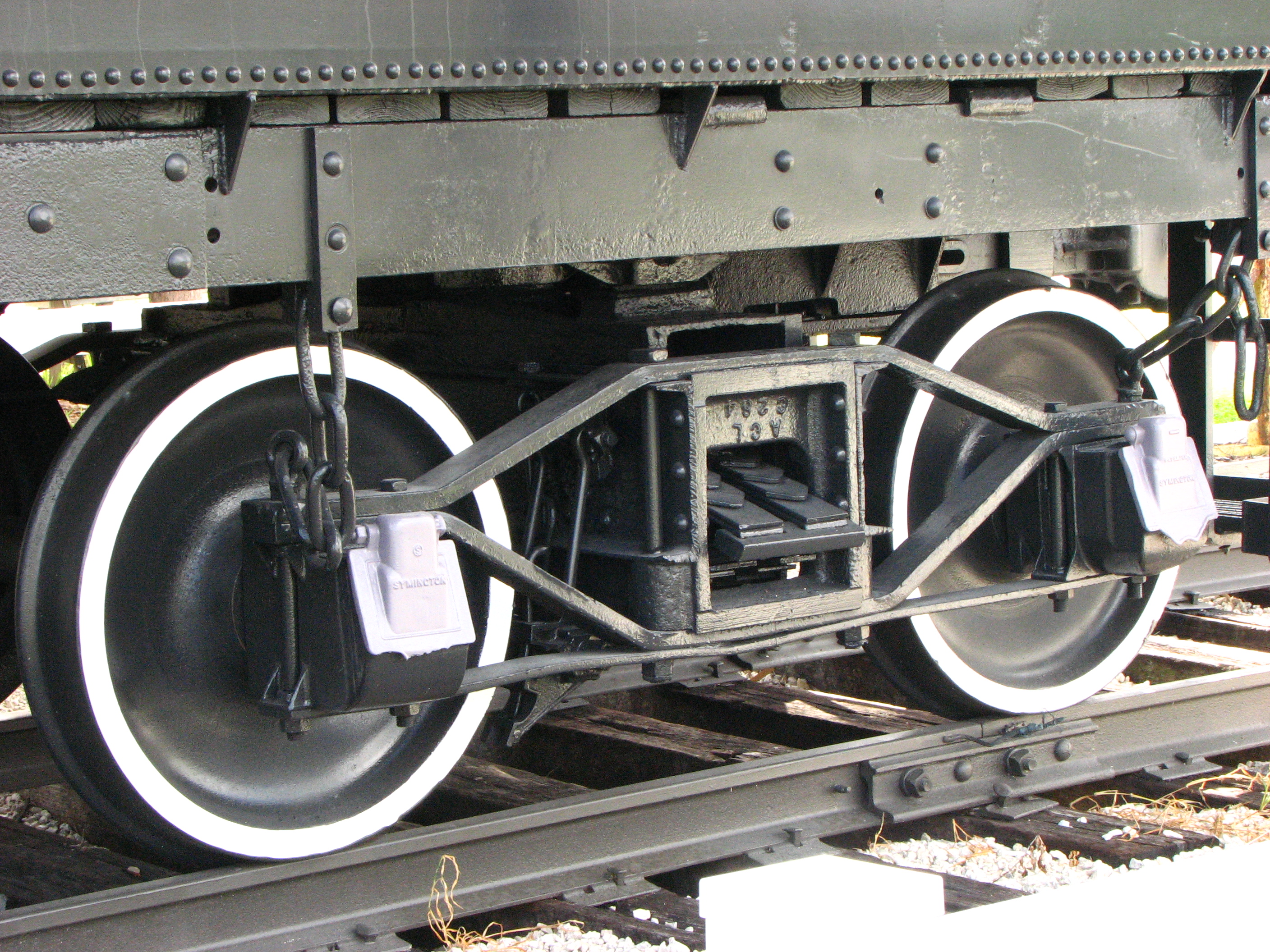
Imagem de um bogie Arch-Bar (1890's a 1940), esse tipo de rodeiro também foi usado em vagões de carga brasileiros.
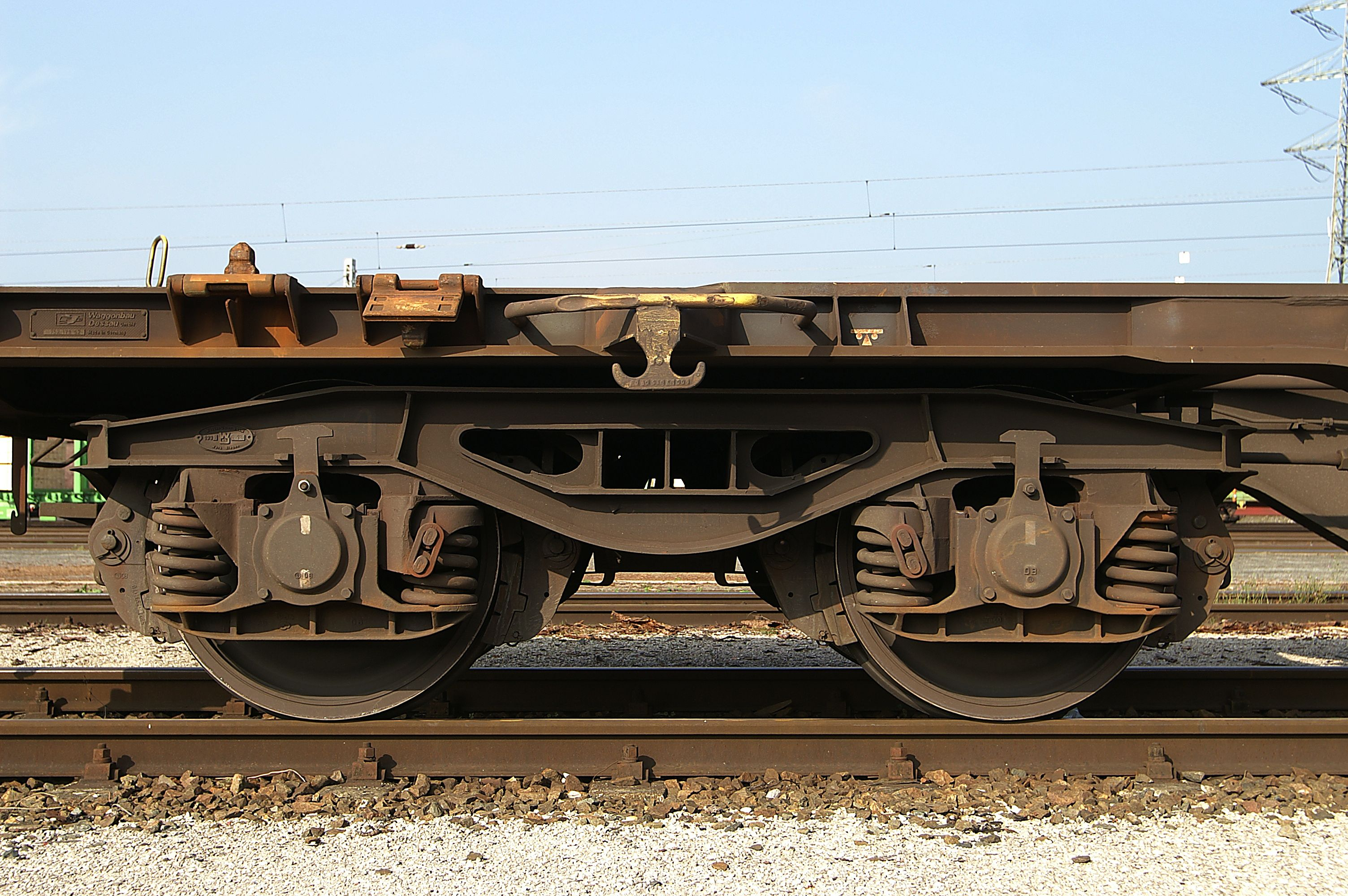
Bogie tipo Hewitt, de design europeu em testes em vagões na MRS, VALE e ALL.
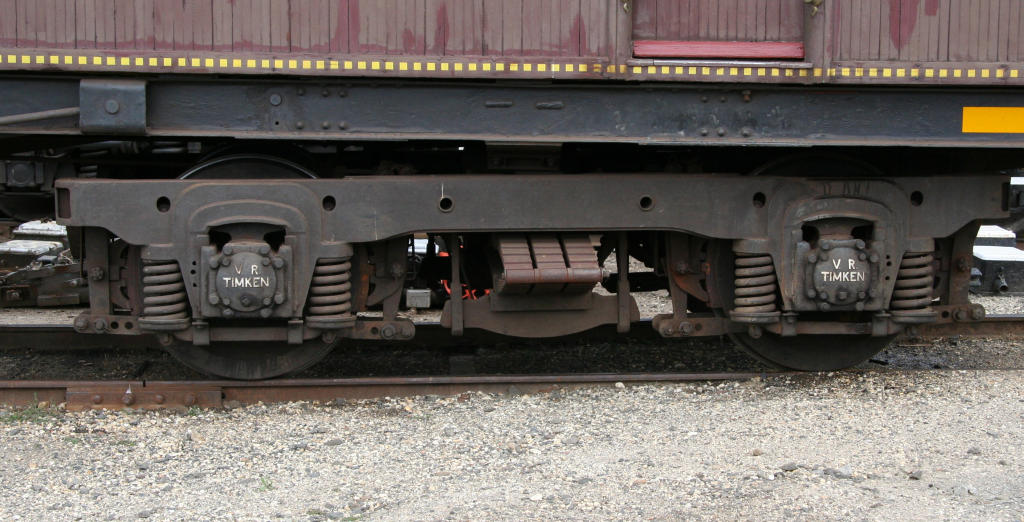
Bogie de carro de passageiros do início do século XX.
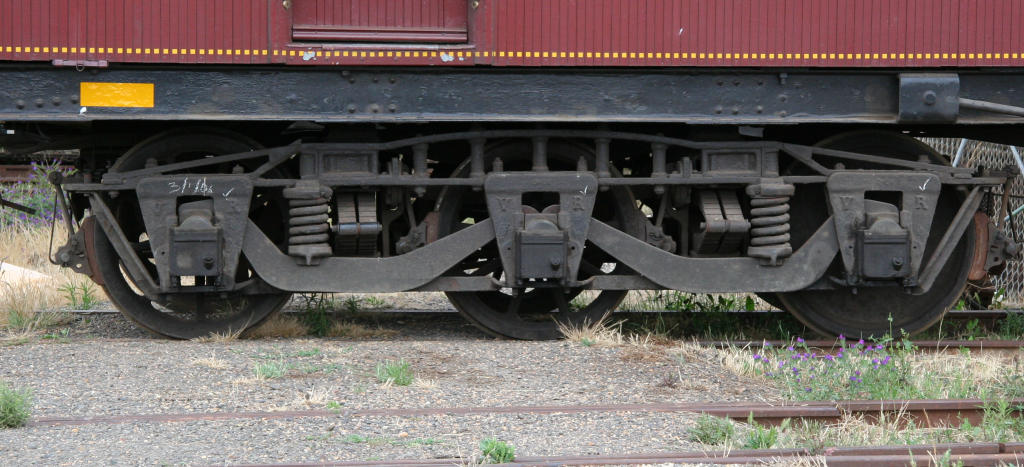
Bogie de carro de passageiros de 3 eixos, maior estabilidade e menor carga/eixo.
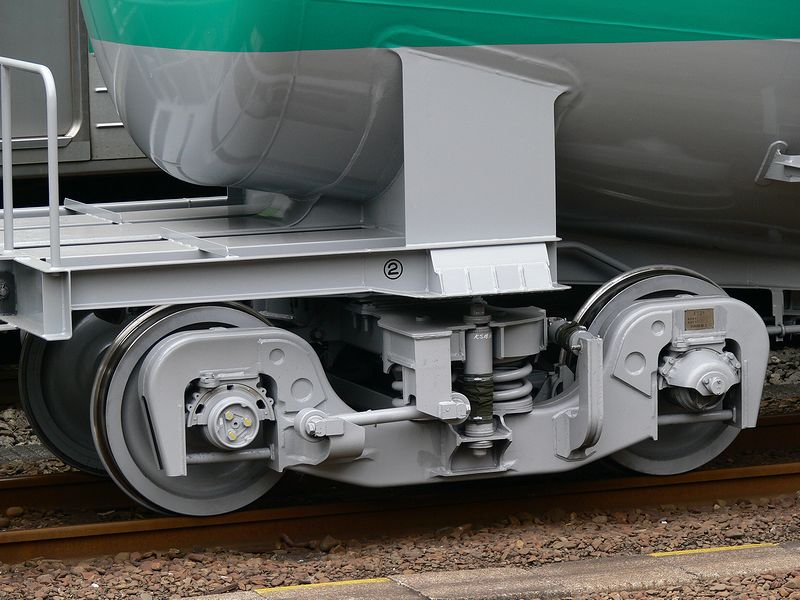
Moderno bogie de carga para Alta Velocidade em uso no Japão

## Bogies para carros de passageiro
Para bogies de carros de passageiros as exigências quanto a absorção de choques e vibrações são ainda maiores, para proporcionar o maior conforto possível e segurança aos passageiros no interior do carro a qualquer velocidade mesmo em condições desfavoráveis como trilhos desalinhados e desnivelados.
Nos bogies para carros de passageiros as molas são elípticas e o amortecimento é feito por atrito entre lâminas. Os choques provenientes da via são amortecidos pelas molas das barras de carga, que são de pequeno período, funcionando de forma semelhante ao sistema de amortecimento de um automóvel, aonde as molas helicoidais garantem o conforto e as barras de carga seriam os amortecedores hidráulicos, que impedem resistência as molas para que não fiquem oscilando muito por terem grande período.